# Лешничани
Лешничани или Летен (на албански: Lejcan или Lejcani) е село в Албания, в община Булкиза (Булчица), административна област Дебър.

## География
Селото е разположено в историкогеографската област Голо бърдо.

## История

### В Османската империя
В „Етнография на вилаетите Адрианопол, Монастир и Салоника“, издадена в Константинопол в 1878 година и отразяваща статистиката на населението от 1873 година Лешничани (Lechnitza) е посочено като село с 25 домакинства с 54 жители помаци. Според статистиката на Васил Кънчов („Македония. Етнография и статистика“) в Летен живеят 240 души българи мохамедани, като българите мохамедани (торбешите) са в процес на поалбанчване:
| „ | Жителите на селата Острени (Големо и Мало), Търново (Големо и Мало), Кленье, Летен, Джепища, Ърбеле, Обоки, Макелари и др. предпочитат да се казват арнаути и да говорят арнаутски. | “ |

На Етнографската карта на Битолския вилает на Картографския институт в София от 1901 година Лешничани е чисто помашко (българомохамеданско) село в Дебърската каза на Дебърския санджак с 58 къщи.

### В Албания
След Балканската война в 1912 година Лешничани попада в Албания.
В 1915 година, по време на Първата световна война, селото е анексирано от Царство България. Към 1 март 1916 година Лешничане е част от Кленската община на българската Дебърска околия.
В рапорт на Сребрен Поппетров, главен инспектор-организатор на църковно-училищното дело на българите в Албания, от 1930 година Лешничани е отбелязано като село със 120 къщи българи мохамедани.
В 1940 година Миленко Филипович пише, че Лешничани е „сръбско мюсюлманско село“ в около 60 къщи. Около 1830-1840 година в селото все още е имало около 20 православни „сръбски“ къщи, на които свещеник е бил поп Ангелко от Стеблево, починал в 1902 година на 90 години. Църквата, в която е служел поп Ангелко е запазена в развалини, а мюсюлманските жени на Задушница раздават за душите на умрелите. Според Йован Хадживасилевич, който пише в 1924 година, църквата е била посветена на Свети Атанасий и преди Атанасовден всяка къща до Балканската война е носила на мястото на църквата, която според Хадживасилевич е унищожена, специално омесен хляб, който е раздаван на сиромасите. Последните жени християнки от Лешничани и Койовци се изселват в Стеблево.
Според Божидар Видоески в Лешничани живеят „македонци мюсюлмани“.
До 2015 година селото е част от община Острени.